# Valentino – Liebling der Frauen
Valentino – Liebling der Frauen ist eine US-amerikanische Filmbiografie aus dem Jahr 1951 von Lewis Allen über den Stummfilmstar Rudolph Valentino (1895–1926). Die Titelrolle verkörperte Anthony Dexter in seiner ersten Rolle, für die er einen Credit bekam. Weitere Hauptrollen spielten Eleanor Parker und Richard Carlson.

## Handlung
An Bord eines Passagierdampfers, der von Neapel nach New York unterwegs ist, arbeitet der junge Rudolph Valentino als Tänzer. Er lernt die Schauspielerin Joan Carlisle kennen, die unter dem Namen Sarah Gray reist. Die beiden verlieben sich ineinander. Maria Torres, die Leiterin des Tanzensembles, wird eifersüchtig und entlässt Rudolph.
In New York verdingt sich der mittellose Rudolph als Tellerwäscher und freundet sich mit dem Kellner Luigi Verducci an. Er wird jedoch wegen einer Rauferei entlassen. Rudolph leiht sich von Luigi Geld und kauft sich damit einen Smoking. Schon bald darauf wird er in einem Nachtclub als Tänzer engagiert. Er verschafft auch Luigi eine Stelle als Kellner. Sein kultivierter europäischer Tanzstil kommt bei den Damen der Gesellschaft sehr gut an. Eines Abends besucht der Filmregisseur Bill King in Begleitung von Joan den Club. Rudolph tanzt einen Tango mit Joan, währenddessen überlegt King, ob der gut aussehende Tänzer in seinem nächsten Film mitwirken würde. Rudolph stimmt zu, einen Versuch zu wagen. Am nächsten Tag spielt er eine kleine Rolle neben Lila Reyes, mit der er sich anfreundet. Lila erklärt ihm, dass Joan bei der Besetzung ihrer Filme mitentscheidet. Rudolph verabredet sich mit Joan und beginnt eine neue Beziehung mit ihr. Am nächsten Tag fragt Bill Joan, ob sie Rudolph in ihrem nächsten Film besetzen würde. Als sie erfährt, dass Rudolph von ihrem Mitspracherecht weiß, beschuldigt sie ihn, sich aus reinem Opportunismus mit ihr zu treffen. Rudolph ist überzeugt, nichts falsch gemacht zu haben. Doch als die wütende Joan ihm Geld anbietet, stürmt er davon.
Nun auf sich allein gestellt, reist Rudolph nach Hollywood. Er schlägt sich zunächst mit kleinen Nebenrollen durch. Dann hört er, dass die Rolle des Julio in Die vier Reiter der Apokalypse zu besetzen ist. Er hofft, durch eine Tanzvorführung mit Lila den Produzenten Mark Towers beeindrucken zu können. Doch trotz Fürsprache von Bill King will Towers keinen Neuling für die Rolle. Rudolph, als Julio verkleidet, und Lila besuchen daraufhin eine Party von Towers. Sie tanzen so leidenschaftlich und beeindruckend, dass Towers Rudolph die Rolle gibt. Der Film wird ein Erfolg und Rudolph holt Luigi nach Hollywood und stellt ihn als Assistenten ein. Er spielt in weiteren Filmen nun größere Rollen und wird zum angebeteten Star vieler Frauen. Rudolph versucht erfolglos, sich mit Joan zu verabreden, die sich stattdessen mit King trifft. Rudolph gibt aber nicht auf und folgt ihr auf ihrer Urlaubsreise an einen Strand. Hier kommen sie wieder zusammen. Rudolph eröffnet ihr, dass er sie liebe, aber nicht heiraten wolle. Joan verlässt ihn in Freundschaft. Kurz darauf erhält er einen Anruf von King, der ihn fragt, ob er Trauzeuge bei seiner Hochzeit mit Joan sein möchte.
Rudolphs Karriere ist so erfolgreich, dass er sich ein Anwesen kaufen kann, dass er Falkenhöhle (Falcon’s Lair) nennt. Towers informiert ihn, dass er die Hauptrolle in dem Liebesdrama Der Scheich spielen soll. Bill King soll Regie führen und Joan die weibliche Hauptrolle spielen. Die Liebesszenen im Film machen Rudolph und Joan nervös, die Szenen müssen immer wieder wiederholt werden, was King und der Reporter Eddie Morgan besorgt verfolgen. Später gesteht Joan Rudolph, dass ihr die Liebesszenen Unbehagen bereiten. Verärgert beschließt Rudolph, nie wieder mit Joan zu drehen. Der Film wird ein Blockbuster, deshalb kann Towers Rudolphs Weigerung, eine Fortsetzung mit Joan zu drehen, nicht verstehen. Rudolph unternimmt mit Luigi eine Reise. Er beklagt sich über Leibschmerzen und wird von Luigi zu einem Arzt gebracht. Der Arzt diagnostiziert einen aufgeblähten Blinddarm und empfiehlt Ruhe und eine baldige Operation. Morgan besucht ihn, um Neuigkeiten über seine Beziehung zu Joan zu erfahren, doch Rudolph hüllt sich in Schweigen. Daraufhin spioniert Morgan den beiden hinterher im Glauben, dass sie eine Affäre haben. In der Zwischenzeit fordert Towers King auf, Rudolph zu einem Dreh mit Joan zu bringen.
Joan trifft sich in Malibu mit Rudolph. Sie gesteht ihm, dass sie ihn immer noch liebe und für ihren Mann nichts mehr empfinde. Beide sind sich einig, ehrlich und aufrichtig gegenüber King zu sein. Beim Verlassen des Hauses werden sie von Morgans Fotografen abgelichtet. Rudolph beginnt, mit dem Mann zu kämpfen, gleichzeitig droht Morgan, ihn und Joan zu ruinieren. Trotz seiner Schmerzen ruft Rudolph Lila an und bittet sie um Hilfe. Dann arrangiert er ein Treffen in seinem Haus mit Joan und Morgan. Joan gegenüber gibt er an, wegen des bevorstehenden Skandals nicht mit ihr zusammen sein zu können. Joan merkt, dass er lügt, um sie zu schützen. Als Morgan eintrifft, enthüllt ihm Rudolph seine Heiratspläne mit Lila, die alles bestätigt. Morgan erklärt sich bereit, die Skandalgeschichte nicht zu schreiben. Auf dem Weg nach New York bricht Rudolph zusammen und stirbt kurz darauf in einem Krankenhaus. Als Joan die Todesnachricht in der Zeitung liest, fragt sie King, ob er ihre wahren Gefühle kenne, was King bejaht.
Rudolphs Begräbnis wird zu einem großen Ereignis. Mehrere Jahre lang besucht eine schwarzgekleidete Frau am Todestag sein Grab.

## Produktion

### Hintergrund
Gedreht wurde der Film Anfang Juni bis Mitte Juli 1950. Zusätzliche Aufnahmen entstanden Ende Juli und Anfang Dezember 1950.
Gegen den Film wurden drei Klagen eingereicht. Im Juli 1951 reichte die Schauspielerin Alice Terry, auf der die Figur der Joan Carlisle lose basiert, Klage ein. Sie fühlte sich falsch dargestellt, indem ihr eine falsche Affäre angedichtet wurde, während sie verheiratet war. Terry bekam Recht, ihr wurden 750.000 Dollar Schadensersatz zugesprochen.
Im März 1952 klagte der Autor Charles Marion gegen Mitproduzent Jan Grippo. Marion hatte ein Drehbuch über Valentino abgeliefert. Der geplante, von Grippo produzierte Film wurde jedoch abgesagt, da Grippo mit Produzent Edward Small gegen Bezahlung und einen Credit als Associate Producer den vorliegenden Film fertigstellte. Das Projekt mit Marion hätte zu Konflikten geführt. Die dritte Klage wurde im April 1952 von den Geschwistern Rudolph Valentinos eingereicht. Sie machten Rufschädigung ihres Bruders geltend. Die Produzenten wurden auf Zahlung von 500.000 Dollar verurteilt.

### Stab
William Flannery oblag die künstlerische Leitung. Howard Bristol war für das Szenenbild zuständig, Travis Banton und Gwen Wakeling für die Kostüme. John P. Fulton steuerte die visuellen Effekte bei.

### Besetzung
In kleinen nicht im Abspann erwähnten Nebenrollen traten Marietta Canty, Phyllis Coates, Charles Coleman, William Henry, Hans Moebus und Almira Sessions auf. Ebenfalls unerwähnt blieben Paul Bryar als Fotograf und William Forrest als Arzt.

## Synchronisation
Eine deutsche Synchronfassung für das Fernsehen entstand 1992 im Auftrag der Hermes Synchron.
| Rolle                    | Schauspieler    | Deutscher Synchronsprecher |
| ------------------------ | --------------- | -------------------------- |
| Rudolph Valentino        | Anthony Dexter  | Udo Schenk                 |
| Joan Carlisle/Sarah Gray | Eleanor Parker  | Astrid Bless               |
| Bill King                | Richard Carlson | Bernd Rumpf                |
| Lila Reyes               | Patricia Medina | Sabine Jaeger              |
| Luigi Verducci           | Joseph Calleia  | Gerd Duwner                |
| Maria Torres             | Dona Drake      | Eva Kryll                  |

## Veröffentlichung
Die Premiere des Films fand am 25. Februar 1951 in San Francisco statt. In der Bundesrepublik Deutschland kam er am 13. Oktober 1951 in die Kinos.

## Kritiken
Das Lexikon des internationalen Films schrieb: „Mit großem äußerem Aufwand, aber dramaturgisch enttäuschend inszeniert, süßlich-sentimental, ohne Erhellung des zeitgeschichtlichen Phänomens, daß sich nach dem frühen Tod Valentinos in den USA ein extrem hysterischer Starkult herausgebildet hat.“
Bosley Crowther von der The New York Times bezeichnete den Film als eindrucksvoll furchtbare Simulation einer Biografie, die so weit wie nur möglich entfernt von historischer Genauigkeit und Intelligenz sei. Die Qualität von Drehbuch und Darstellung dieser schwülstigen Romanze sorgen für das kitschigste Getue, das sich jemals auf die Leinwand verirrt habe.
Bob Thomas schrieb in der San Bernardino Sun, es sei schwierig, diese Ära des wundervollen Unsinns, die Valentinos Karriere gefördert hat, nachzubilden, und der Film würde dies nicht ganz schaffen. Es gebe aber genug blumige Liebe, Nostalgie und Schmalz, um den Appetit anzuregen.